# Nick Fallon
Nick Fallon is een personage uit de soapserie Days of our Lives. De rol wordt sinds 7 november 2006 gespeeld door Blake Berris .

## Personagebeschrijving
Nick kwam eind 2006 naar Salem om zijn familie te leren kennen. Hij is de zoon van Jessica Blake en Joshua Fallon en de kleinzoon van Alex Marshall en Marie Horton. Hij helpt bij de genezing van Kayla Brady, die aan een zeldzame ziekte lijdt. Nick wordt al snel geïntrigeerd door Chelsea Brady, die hem maar een sul vindt.
Dan creëert Nick een valse online identiteit en begint met Chelsea te chatten. Nadat zij aandringt om een foto stuurt hij haar een foto van een knappe collega door.
Later hielp Nick Chelsea met haar missie om geld te geven aan Shawn en Belle, die op de vlucht waren met hun dochter in Toronto. Hierdoor werd Chelsea geïnteresseerd in Nick en vond ze hem niet langer een sul. Enkele dagen na hun terugkeer uit Toronto ontdekte ze echter dat Nick haar online liefje was en was woedend op hem omdat ze persoonlijke dingen aan hem verteld had op internet. Nick is erg aangedaan als Chelsea hem zegt dat ze hem nooit meer wil zien.
Nick gaat dan naar Chelsea's moeder Billie Reed en vraagt haar om raad. Billie is net weer ten prooi gevallen aan de drankduivel en verleidt Nick. Ze belanden in bed en hadden hier later spijt van en zouden dit geheimhouden.
Chelsea begon afspraakjes te maken met dokter Reibert om Nick te pesten en hij wilde haar verkrachten, maar Nick kon haar net op tijd redden en ze vergaf hem. Nick begon Chelsea dan bijles in wiskunde te geven en ze begonnen nu uit te gaan. Dan ontdekte Chelsea de onenightstand van Nick en haar moeder en ze was opnieuw razend op hem. Nadat Willow Stark per ongeluk het huis van Bo en Hope in brand stak wilde ze Chelsea hiervoor laten opdraaien en legde de föhn van Chelsea op de plaats van de misdaad. Chelsea zwoer dat ze onschuldig was en Nick zette zijn medische carrière op het spel door de föhn te stelen uit het forensische laboratorium. Chelsea was Nick zo dankbaar dat ze zijn slippertje met Billie vergaf en ze begonnen opnieuw een romance.
Willow werd een bedreiging voor het geluk van Nick en Chelsea. Nadat Nick de föhn gestolen had bleef Willow als enige verdachte over. Nick kreeg medelijden met haar en leende haar geld. Willow begon meer geld te vragen en Nick huurde een appartement voor haar en gaf haar zijn creditcard om enkele dingen te kopen voor haar en haar baby. Willow maakte hier echter misbruik van en kocht heel wat meer dan ze nodig had en chanteerde hem om nog meer geld te geven. Ze kon niet bewijzen dat Nick de föhn gestolen had, maar ze was er rotsvast van overtuigd dat hij het gedaan had en dat was reden genoeg voor de chantage.
Nick en Willow spraken af op het strand en kregen ruzie, Willow kwam zwaar ten val en stootte haar hoofd. Nick probeerde haar te reanimeren, maar Willow stierf. Hij vindt de föhn bij Willow en begraaft deze in het zand. Dan belt hij hulp op. Inspecteur Roman Brady houdt Nick in de gaten. Dan overtuigt hij Chelsea ervan om de föhn op te graven en te vernietigen. Nadat Roman ontdekte dat Willow de brand had gesticht laat hij Chelsea en Nick gerust.
Nick wordt ook door Kate Roberts gechanteerd en hij moet zeggen dat EJ Wells de vader is van de tweeling van Sami Brady. Hij redde Sami en Lucas van een bom die dokter Rolf geplaatst had en werd hierbij gewond aan het hoofd. Hierdoor wist hij niet meer goed wat hij deed en ging naar Las Vegas waar hij met de volkomen onbekende Cassandra Arvin, die de schuilnaam China Lee gebruikte, trouwde. Hij vroeg haar later om het huwelijk te laten annuleren, maar dan werd Cassandra gearresteerd en naar de gevangenis gestuurd waardoor Nick het hoederecht kreeg over haar twee zonen Artemis en Demarquette gedurende de 30 dagen gevangenisstraf. Nick ontdekte dat de kinderen niet echt van China Lee waren, een feit dat ze bekende nadat ze uit de gevangenis kwamen. Ze was ingehuurd om de jongens te beschermen, maar wilde het hoederecht niet meer overnemen. Nick kreeg een band met Artemis en Demarquette, die hem papa noemden. Op een bepaald moment kwam Umar Maboud naar Nick en hij beweerde dat hij voor de ouders van de jongens werkte en gestuurd was om hen weer veilig thuis te brengen. Nick vertrouwde Maboud niet en zijn achterneef Jeremy Horton, die bij Nick logeerde, zorgde ervoor dat Maboud weg bleef. Enkele weken later werd Chelsea ontvoerd en ze mocht met haar gsm naar Nick bellen. Nick moest naar een afgelegen plaats gaan en de ontvoerder wilde Chelsea ruilen voor de jongens. Artemis en Demarquette waren Nick gevolgd naar het pakhuis, maar konden ontsnappen. Terwijl Nick een nepbom probeerde te ontmantelen werden Artemis en Demarquette gered door Umar Maboud. Het bleek dat Maboud echt voor de ouders van de kinderen werkte. De ouders waren buitenlanders met veel vijanden, ze hadden nu politiek asiel aangevraagd en wilden verenigd worden met hun zonen. Hun vijanden hadden Chelsea ontvoerd. Nick liet Artemis en Demarquette gaan, zodat ze weer naar hun ouders konden.
Nick en Chelsea verzoenden zich. Samen probeerden ze bewijzen te vinden dat Ford Decker de verkrachter van de campus is. Ze braken samen in in zijn kamer om bewijzen te vinden. Nadat de zaak opgelost werd voelde Chelsea zich aangetrokken tot dokter Daniel Jonas en zij en Nick groeiden uit elkaar.